# Carl Theodor Gustafsson
Carl Theodor Gustafsson, född 2 juni 1875 i Kumla i Örebro län, död 13 juni 1959 i Örebro, var en svensk företagsledare och skofabrikant.
Gustafsson genomgick Örebro läns folkhögskola och lantmannaskola 1905-1906. Han gjorde studieresor till Tyskland 1908 och till England 1912.
Gustafsson var disponent och direktör vid Nya Skofabriksaktiebolaget Örnen i Örebro. Örnen grundades 1896 och var den näst äldsta skofabriken i Örebro; den låg vid Ånstagatan 6-8 i Västå, ett industriområde i Örebro nära Hagabron. Produktionen lades ned i början av 1970-talet.
Från 1907 var han ledamot i Örebro stadsfullmäktige. Han var ordförande i Svenska skofabrikantföreningen och ordförande i Örebro stads renhållningsverk. Vidare var han ledamot i styrelsen för AB Örebro folkbank och ledamot i styrelsen för Örebro stads gas- och elektricitetsverk, samt ledamot i styrelsen för läderföreningen och ledamot i styrelsen för Örebro handelsgymnasium. Han var vice ordförande i Svenska Arbetsgivareföreningen. Han köpte Espenäs gård i Lännäs i Närke. I Örebro uppförde han på 1910-talet ett ståtligt bostadshus alldeles i utkanten av staden, på Nygatan 54. Numera är huset i socialförvaltningens ägo och känt under namnet Kvinnohuset.
Carl Gustafsson var son till en lantbrukaren Gustaf Larsson och Johanna Beata Nilsson. Han gifte sig den 12 november 1910 med Elvira Eugenia Andersson (1884-1967). Sonen Carl Åke Malmaeus (1911-1985) var Sveriges ambassadör i Turkiet 1959-1963 och i Kanada 1969-1976.